# 宗広
宗 広（そう こう、生没年不詳）は、中国の新代から後漢時代初期にかけての政治家。荊州南陽郡の人。袁宏の『後漢紀』は、「宋広」と表記している。

## 事跡
| 姓名         | 宗広                              |
| 時代         | 新代 - 後漢時代                   |
| 生没年       | 〔不詳〕                          |
| 字・別号     | 〔不詳〕                          |
| 出身地       | 荊州南陽郡                        |
| 職官         | 領信都太守事〔更始〕→尚書〔後漢〕 |
| 爵位・号等   | -                                 |
| 陣営・所属等 | 更始帝→光武帝                     |
| 家族・一族   | 〔不詳〕                          |

更始2年（24年）、信都太守任光が河北の王郎を征伐中の劉秀（後の光武帝）を迎え入れ、左大将軍・武城侯となると、宗広は領信都太守事に任命され、任光が出征で留守の信都郡を守備した。ところが、劉秀軍が出征している間に、信都の豪族（原文「大姓」）馬寵が王郎軍を迎え入れ、宗広とその同僚の李忠の母・妻が捕えられてしまう。この時、更始帝の軍（おそらくは謝躬率いる軍）により信都は奪還され、宗広も李忠の妻・母も救出された。
建武元年（25年）、光武帝の大司徒鄧禹が、更始帝軍・赤眉軍を討伐するために、三輔に進攻していた。しかし、配下の驍騎将軍馮愔と車騎将軍宗歆が栒邑（右扶風）で互いに争い、馮愔が宗歆を殺害し、さらに鄧禹にまで叛逆した。鄧禹は光武帝に使者を派遣して問い合わせたところ、光武帝も使者を返し「馮愔の護軍黄防が、馮愔を必ずや捕えるだろう」と答えた。光武帝は、馮愔と黄防が互いに和し得ない事情を察知していたのである。
こうして光武帝は、尚書宗広に符節を持たせて派遣し、黄防を降伏させた。それから1月余りして、黄防は馮愔を捕縛し、その部下を率いて降伏し、罪を認めた。この時、かつて更始帝配下でありながら、赤眉軍に投降していた王匡・胡殷も宗広に降り、共に洛陽へ戻ることになった。ところが、途中の安邑（河東郡）で王匡と胡殷は逃亡を図ったため、宗広はその場で2人を捕えて斬った。馮愔は宗広により洛陽まで連行されたが、なぜか処刑されることはなかった。
建武2年（26年）、宗広は、軍令違反があった大司空王梁を斬るよう光武帝から命令された。しかし宗広は斬るに忍びず、王梁を監獄車に収容して洛陽に護送したところ、そこで王梁は赦された。
これ以降、宗広の名は史書に見えない。